# Fergalicious

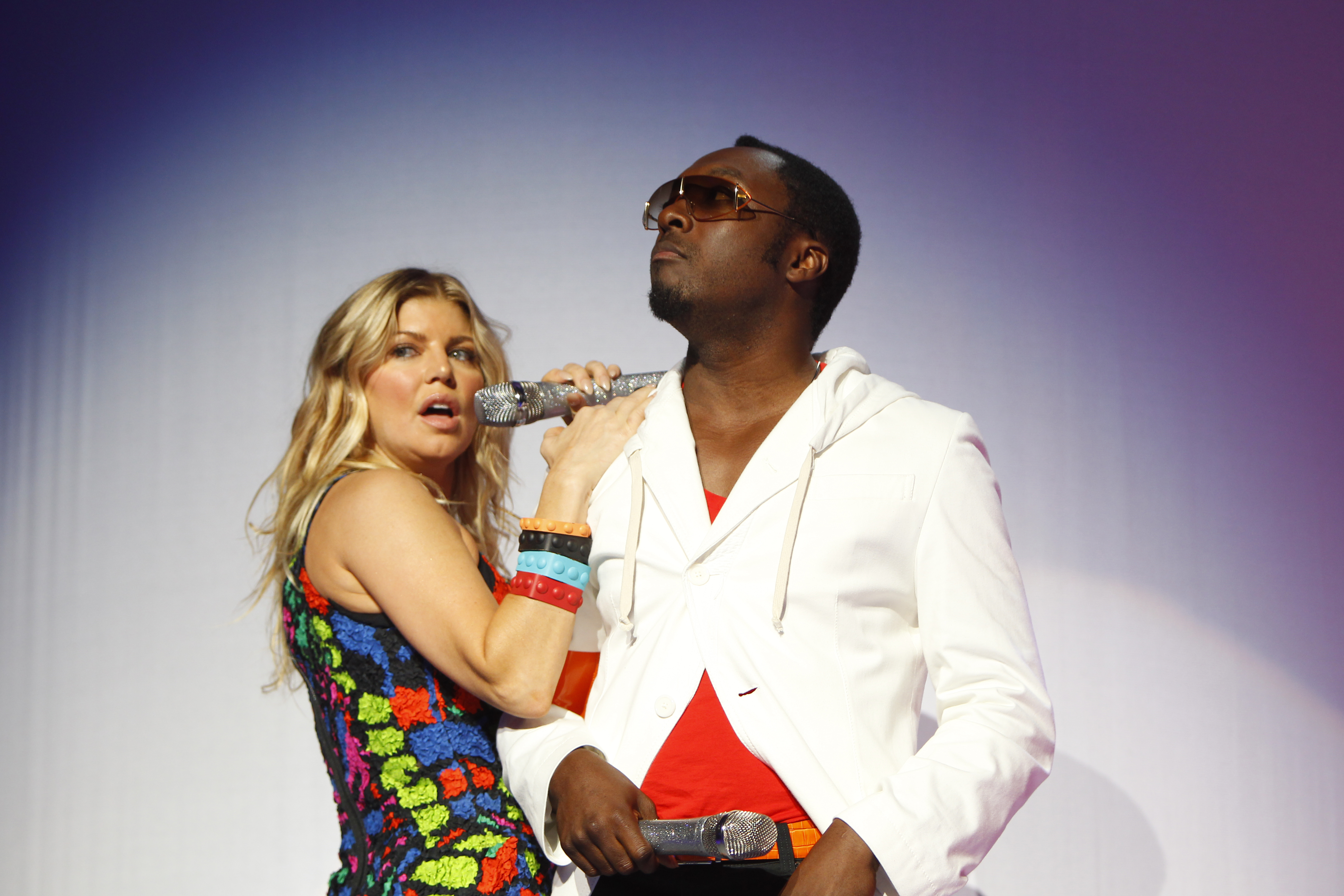
Fergie singt Fergalicious mit will.i.am

Fergalicious ist ein Elektro/Rap-Song der US-amerikanischen Pop-Sängerin Fergie. Der Titel wurde als zweite Single aus ihrem Debüt-Soloalbum The Dutchess veröffentlicht. Es ist ein Duett mit The-Black-Eyed-Peas-Rapper und Produzenten will.i.am. Die Single erreichte 2006 unter anderem für mehrere Wochen Platz 2 der US-Billboard Hot 100, dadurch gelang Fergie auch der Durchbruch als Solo-Künstlerin.

## Hintergrund
Erst viele Monate nach seiner Veröffentlichung erreichte Fergalicious Platz 2 in den US-Billboard Hot 100, wo es mehrere Wochen stand. Insgesamt war die Single 14 Wochen in den Top Ten der Billboard Hot 100. Besonders erfolgreich war Fergalicious als Download. Es ist eines der wenigen Lieder, die in den USA von der RIAA viermal Platin für sehr hohe Downloadzahlen erhielten. Bis zum August 2008 wurde Fergalicious in den USA über 2.740.000 Mal heruntergeladen. Damit ist Fergies Fergalicious eines der erfolgreichsten Downloads. Fergalicious erschien im Vereinigten Königreich im Oktober 2007 auf der B-Seite zu Fergies Clumsy.
Der Song enthält einen Sample von Supersonic von J.J. Fad und Give It All You Got von Afro-Rican. Es enthält Elemente von Night Train von James Brown und It’s More Fun to Compute von Kraftwerk (beide wurden in Give It All You Got gesamplet). Der Riff am Anfang des Liedes ist die Titelmelodie von Dominic Frontieres TV-Show The Rat Patrol aus den 1960ern. will.i.ams erster Rap zu Beginn des Liedes ist übernommen von einer Zeile von 2 Live Crews Throw The D. Das Wort Fergalicious ist ein Portmanteau der Wörter Fergie und delicious. Rap und Sprechgesang sind ein großer Bestandteil des Liedes.
Am 4. Dezember 2006 sangen Fergie und will.i.am das Lied live bei den Billboard Music Awards und den Big In ’06 Awards. Ebenso wurde es für das Videospiel Boogie benutzt.
Es gibt zwei verschiedene Versionen von Fergalicious. Die erste ist die Album/Studio-Version mit einer Länge von 4:52 min, diese Version ist auf dem Album zu hören. Die zweite Version ist die Radio-Version mit einer Länge von 3:42 Minuten, die auf den Radiostationen abgespielt wird. In der Radio-Version kommt im Lied auch das Wort shit vor.

## Kontroverse
Das Lied kam in Kontroverse wegen Fergie und Nelly Furtado (beide haben einen Plattenvertrag beim Plattenlabel Interscope-Geffen-A&M, einem Unterlabel von der Universal Music Group). Im Liedtext schrieb Fergie: But I ain’t promiscuous, in Bezug auf Furtados Nummer-eins-Hit Promiscuous. Später im Lied Give It to Me, schrieb Furtado eine Strophe, in dem sie Fergie beleidigt. Im Lied Impacto ein Duett mit Daddy Yankee singt Fergie: You got a problem, come say in to my face.
Im März 2009 klagte N.W.A-Gründungsmitglied Arabian Prince Fergie wegen der Urheberrechtsverletzung an, die Fergie durch das Covern von Supersonic für Fergalicious beging. Nach langer Zeit wurde das Problem geklärt, Prince erhielt 20 % der Rechte von Fergalicious und Fergie konnte eine Klage verhindern.

## Musikvideo
Das Musikvideo zu Fergalicious hatte seine Premiere am 24. Oktober 2006 auf MTV. Das Video wurde in Hollywood gedreht, Regie führte Fatima Robinson, welche auch schon die Regie zum Musikvideo My Humps von den Black Eyed Peas führte. Es zeigt die Sängerin in einem kunterbunten „Fergieland“ voller, teilweise riesenhafter, Süßigkeiten.

## Kommerzieller Erfolg

### Chartplatzierungen
| ChartsChartplatzierungen       | Höchstplatzierung | Wochen |
| ------------------------------ | ----------------- | ------ |
| Deutschland (GfK)              | 23 (12 Wo.)       | 12     |
| Österreich (Ö3)                | 34 (13 Wo.)       | 13     |
| Schweiz (IFPI)                 | 29 (19 Wo.)       | 19     |
| Vereinigte Staaten (Billboard) | 2 (27 Wo.)        | 27     |

| ChartsJahrescharts (2006)      | Platzierung |
| ------------------------------ | ----------- |
| Vereinigte Staaten (Billboard) | 19          |

### Auszeichnungen für Musikverkäufe
| Land/Region                  | Auszeichnungen für Musikverkäufe (Land/Region, Auszeichnung, Verkäufe) | Verkäufe  |
| ---------------------------- | ---------------------------------------------------------------------- | --------- |
| Australien (ARIA)            | 2× Platin                                                              | 140.000   |
| Brasilien (PMB)              | Diamant                                                                | 250.000   |
| Deutschland (BVMI)           | Gold                                                                   | 150.000   |
| Neuseeland (RMNZ)            | 2× Platin                                                              | 60.000    |
| Vereinigte Staaten (RIAA)    | 4× Platin (Single) · + Platin (Mastertone)                             | 5.000.000 |
| Vereinigtes Königreich (BPI) | Gold                                                                   | 400.000   |
| Insgesamt                    | 2× Gold · 9× Platin · 1× Diamant ·                                     | 6.000.000 |

Hauptartikel: Fergie/Auszeichnungen für Musikverkäufe